# Bandini-Maserati 1500
La Bandini-Maserati 1500 è un'autovettura da corsa, prodotta nel 1953 dalla ditta Bandini Automobili di Forlì.
Nel corso degli anni cinquanta accordi commerciali (non esclusivi) tra Ilario Bandini e l'italo-americano Tony Pompeo, prevedevano l'esportazione di vetture prive di propulsore da installare in un secondo tempo negli Stati Uniti.
In misura maggiore le vetture così esportate furono le sport siluro su cui vennero installati motori Siata, Offenhauser, Saab, MG e Alfa Romeo ma all'interno di questa tipologia di auto hanno rilievo alcune create ad hoc.
In particolar modo questa vettura, che risulta dai registri Bandini, essere stata esportata il 15 febbraio 1954, fu ideata e realizzata nel 1952 per alloggiare il motore Maserati A6 di 1500 cm³ di cilindrata e correre nella categoria FM del campionato SCCA (Sports Car Club of America). Le cronache dell'epoca registrano il suo utilizzo da parte dei piloti americani Bernhard Vihl, George Parrington e David Michaels anche in gare di validità mondiale come quella disputata a Sebring il 16 marzo 1955.

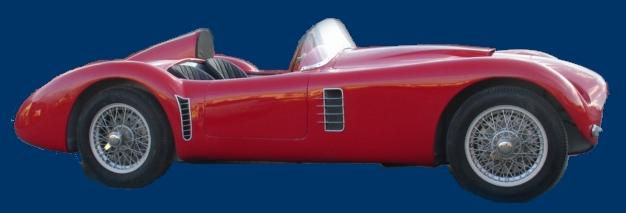
Il profilo della Bandini-Maserati.

## Il telaio

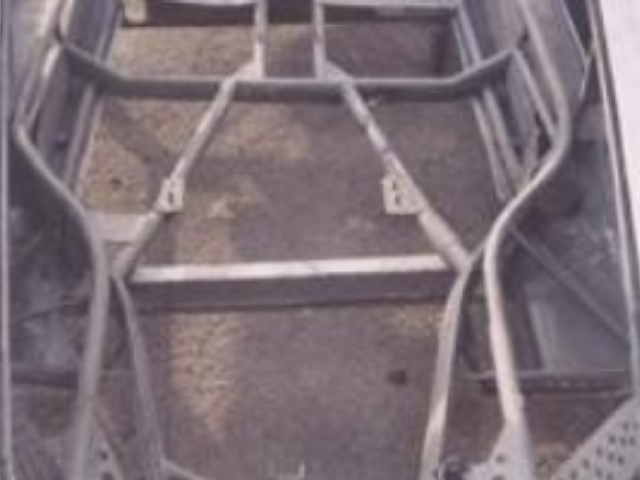
Il telaio, durante il recente restauro.

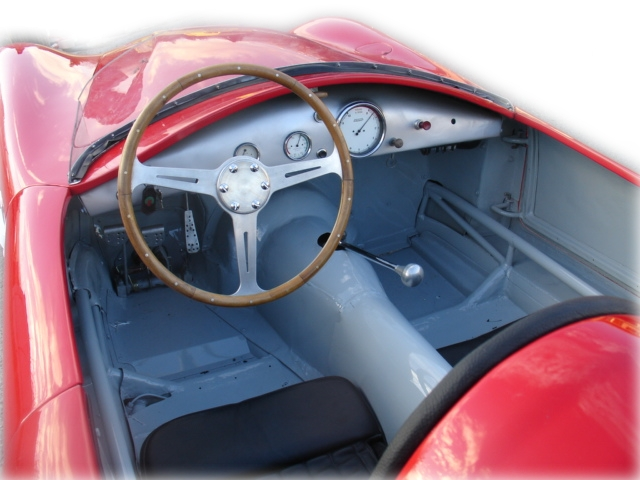
L'abitacolo della Bandini-Maserati 1500.

Il telaio, costruito alla Bandini Automobili, utilizza disegno, struttura e tipologia di materiale che aveva garantito nella sport siluro ottimi risultati in termini di leggerezza, tenuta di strada e velocità.
- Struttura e materiale: a traliccio di tubi a sezione ellittica, in acciaio speciale di derivazione aeronautica;

- Sospensioni:
  - anteriore: indipendenti, a triangoli sovrapposti con ammortizzatori oleodinamici telescopici inclinati e molle cilindriche elicoidali coassiali; barra stabilizzatrice
  - posteriore: a ponte rigido con due balestre semiellittiche longitudinali e ammortizzatori oleodinamici telescopici inclinati

- Impianto frenante:
  - di servizio: idraulico, a tamburo anteriori e posteriori

- Sterzo: a vite senza fine e ruota elicoidale

- Guida: a sinistra

- Ruote: a raggi Borrani

- Serbatoio: 50 Litri

- Trasmissione:albero di trasmissione con giunti cardanici, differenziale centrale posteriore e semiassi isometrici
- Peso complessivo nella versione:   n.d.

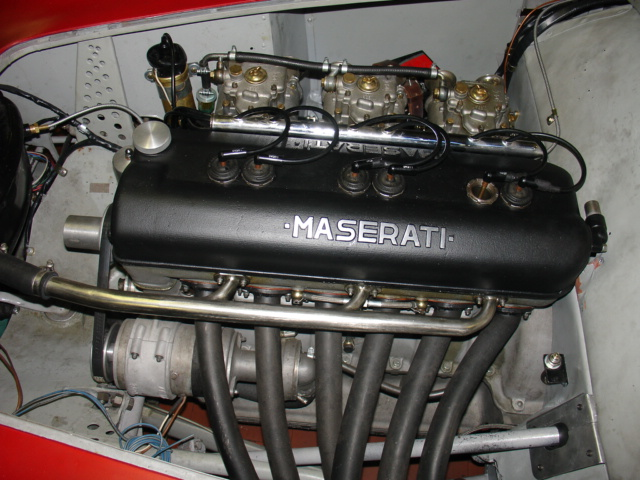
Il motore Maserati A6

## Il motore Maserati A6
- Posizionamento: anteriore longitudinale, 6 cilindri in linea
- Materiali e particolarità: basamento e coppa e testata in lega d'alluminio, mono albero a camme, 12 valvole a V di 71,5° in testa
- Alesaggio: 66 mm
- Corsa: 72,5 mm
- Cilindrata unitaria: 248,03 cm³
- Cilindrata totale: 1488,2 cm³
- Alimentazione: 3 carburatori Weber doppio corpo
- Rapporto di compressione: 7,8:1
- Potenza: 65 CV @ 4700 rpm
- Lubrificazione: forzata
- Raffreddamento: forzato, radiatore in alluminio verticale, all'avantreno
- Cambio e frizione: 4 marce + RM, monodisco a secco
- Accensione e impianto elettrico:  bobina e distributore-ruttore sul basamento, batteria 12 V e dinamo

## La carrozzeria

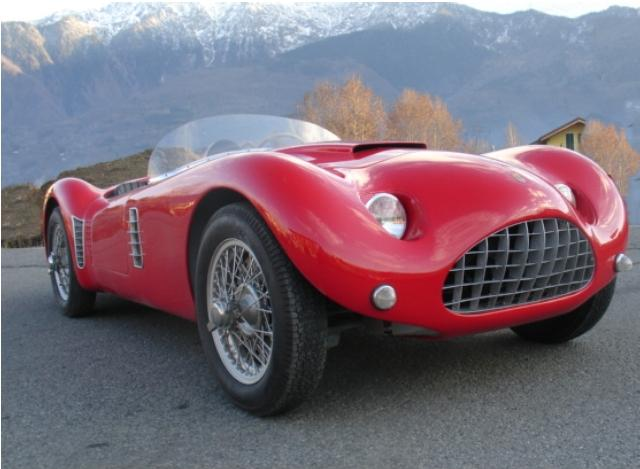

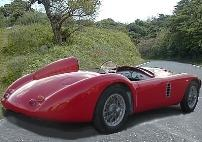

La carrozzeria, realizzata interamente in alluminio dalla carrozzeria Motto su commissione dello stesso Ilario Bandini; è del tipo barchetta sport biposto e rivela in modo chiaro ed eloquente la sua collocazione storica nell'evoluzione stilistica delle carrozzerie Bandini.
Le dimensioni e le linee guida, generose e sinuose, si avvicinano molto alla Prima Bandini del 1946; così come la presa d'aria superiore e il parabrezza ricordano quelli della 1100 sport, ma la griglia anteriore ad elementi verticali ed orizzontali, sebbene sia di dimensioni maggiori, ha una forma che la lega indissolubilmente alla sport siluro. La parte anteriore delle fiancate e la coda, invece, scevre di rotondità, fanno trasparire le idee che troveranno applicazione pratica cinque anni più tardi con le Saponetta. Del tutto inedite e uniche restano le particolari forme delle prese d'aria poste dietro le ruote anteriori e davanti a quelle posteriori finalizzate alla sottrazione del calore, rispettivamente, dal vano motore e dai tamburi dei freni.